# Landungsbrücken Frankfurt
Landungsbrücken Frankfurt ist ein freies Theater in Frankfurt am Main, das von der Frankfurter Allgemeinen Zeitung in Anlehnung an den Begriff des Off-Broadway als „das offste Theater der Stadt“ bezeichnet wurde. Landungsbrücken Frankfurt befindet sich seit November 2004 in einer alten Lagerhalle auf dem Gelände der ehemaligen Druckfarbenfabrik Dr. Carl Milchsack im Gutleutviertel im Frankfurter Westen (in unmittelbarer Nachbarschaft zum deutschlandweit bekannten Musikclub Tanzhaus West), die in einen Veranstaltungsraum umgebaut wurde. Jährlich werden neben Eigenproduktionen vor allem Koproduktionen, Kooperationen und Gastspiele mit anderen Theatergruppen aus dem Bereich der darstellenden Kunst realisiert. Dazu kommen Performances, Tanz, Tanztheater, Kinderstücke, Jugendstücke, Konzerte, Kurzfilmfestivals, Podiumsdiskussionen und Ausstellungen. Insgesamt werden pro Jahr um die 100 Veranstaltungen durchgeführt.
Ziel der Landungsbrücken ist es nach eigener Darstellung, Künstlern aus Frankfurt und dem Rhein-Main-Gebiet eine Plattform für freie Theaterprojekte zu bieten. Diese Projekte stammen sowohl von Hochschulabsolventen (HfG, HfMDK, ATW Gießen), Debütanten als auch von Regisseuren und Schauspielern, die in anderen, festen Zusammenhängen an Stadt- und Staatstheatern beschäftigt sind und hier freie Projekte realisieren, so zum Beispiel Tim Egloff, der sein Regiedebüt 2008 an den Landungsbrücken gab. Künstler wie Marie Schwesinger, Sarah Kortmann, Antigone Akgün, Marlene Zimmer, Kornelius Eich, Hadi Khanjanpour und Jochen Döring arbeiten dauerhaft mit den Landungsbrücken Frankfurt zusammen.
Die Stadt Frankfurt fördert das Theater seit 2010 dauerhaft mit einer Konzeptionsförderung und ab 2017 mit einer mehrjährigen institutionellen Spielstättenförderung.
Darüber hinaus wird auch mit regional und deutschlandweit vernetzten Häusern zusammengearbeitet. Bisherige Kooperationen wurden mit der Universität der Künste Berlin, dem Schauspiel Frankfurt, dem Stadttheater Bremerhaven, dem Kunstfest Weimar, der Hochschule für Musik und Darstellende Kunst Frankfurt (HfMDK), dem Plateaux-Festival am Künstlerhaus Mousonturm, der theaterperipherie, der Dramatischen Bühne sowie dem Stalburg Theater durchgeführt. Zu Gast für Lesungen waren unter anderem Robert Gernhardt, Martin Semmelrogge, Herbert Fritsch, Jochen Till, Thorsten Nagelschmidt, Fatma Aydemir, Mithu Sanyal, Reyhan Sahin, Max Czollek und andere.
In den Jahren 2008 und 2009 wurde jeweils eine Produktion zum Kaltstart-Theaterfestival nach Hamburg eingeladen, im Jahr 2010 folgten zwei weitere Einladungen. Regelmäßig zu Gast sind Produktionen der Landungsbrücken auf dem Sommerwerft-Festival und dem Freilichtfestival der Dramatischen Bühne im Grüneburgpark.
Die Eigenproduktion HASS – La Haine, eine Adaption des gleichnamigen Films von Mathieu Kassovitz wurde 2017 mit dem Hauptpreis der Hessischen Theatertage ausgezeichnet und 2018 auf das Divadelni Flora Festival nach Olmütz eingeladen.
Zu den größten Zuschauererfolgen zählte regelmäßig das Kinder-Musical Ritter Rost, welches jedes Jahr drei Wochen lang im Dezember gespielt wurde und das pro Spielzeit bis zu 2000 Zuschauer hatte.